# Río Chico (Tierra del Fuego)
El río Chico, también denominado río Carmen Sylva, es un cauce fluvial de la isla Grande de Tierra del Fuego, y es compartido entre el departamento Río Grande de la provincia argentina de Tierra del Fuego Antártida e Islas del Atlántico Sur, y la comuna de Timaukel ubicada en la provincia de Tierra del Fuego, en la Región de Magallanes y de la Antártica Chilena, en el sur de Chile, donde se encuentra su fuente. Drena sus aguas al mar Argentino del océano Atlántico, desembocando a unos 15 km al norte del área céntrica de la ciudad de Río Grande, la ciudad más poblada del archipiélago fueguino.  
La primera mitad de su recorrido discurre sobre territorio de Chile, mientras que el resto lo hace surcando el territorio argentino. 

## Trayecto
Este río nace en el monte Cazuela, un área de la sierra Carmen Silva, en las proximidades de la extensa bahía Inútil entre las comunas de Porvenir y Timaukel. Luego el río corre meandroso por la llanura o pampa magallánica, recibiendo aportes de varios cursos menores, los cuales en época de deshielo transportan una notable cantidad de agua, incluso témpanos. El resto del año la mayoría permanecen casi secos. Aún en Chile es atravesado por la ruta enripiada Y-895. Posteriormente transpone el meridiano limítrofe y penetra en territorio argentino (entre el Hito XII y el Hito XIII), donde recibirá dos importantes aportantes.
Entre los afluentes por su margen izquierda destacan los arroyos Pirámide y el río Cachimba. De los afluentes de su margen derecha es relevante el río Avilés, su colector principal, el cual también nace en Chile y corre paralelo al Chico durante un largo trayecto, uniéndose sólo al acercarse al área costera. 
Finalmente, antes de llegar a las costas del mar Argentino, es cruzado por la ruta nacional 3.

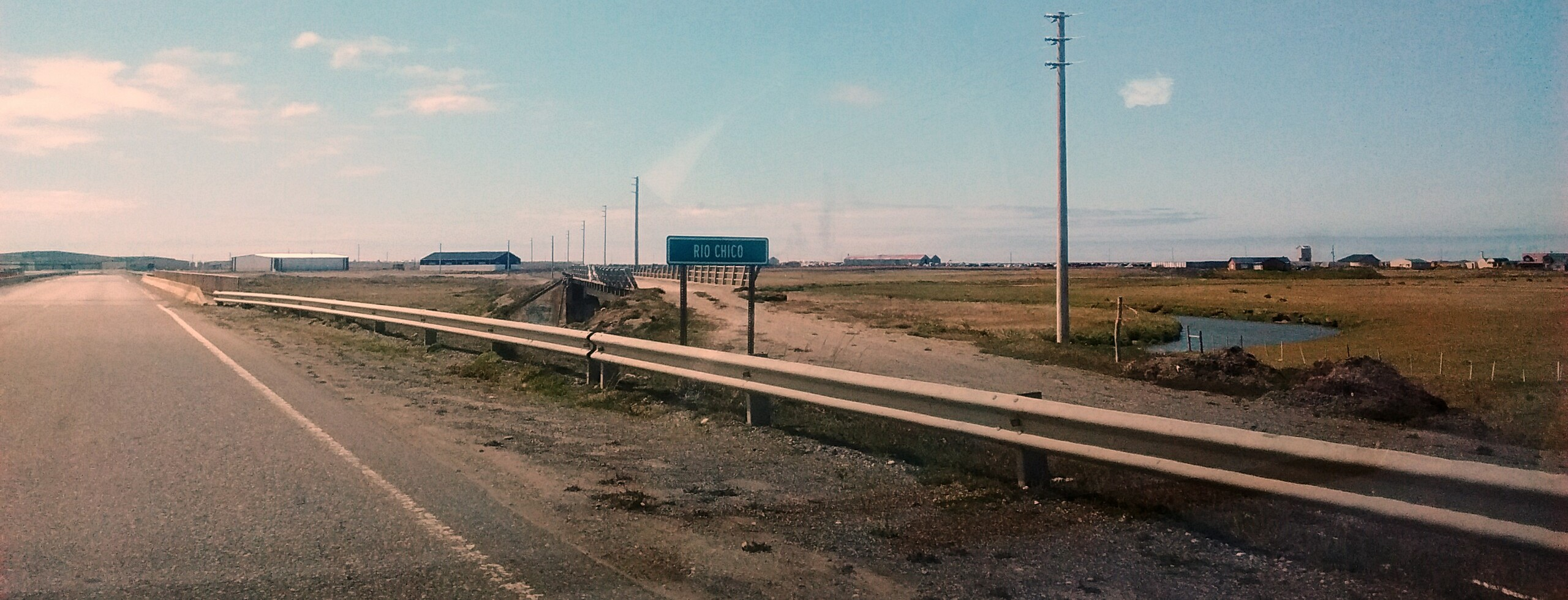
El Río Chico atravesado por la ruta 3 en inmediaciones del a ciudad riograndense.

### Geografía de su cuenca
Geológicamente está formada por la deposición de sedimentos marinos del terciario inferior y medio, los que han sido fuertemente afectados durante el cuaternario.
Al retirarse los glaciares quedaron conglomerados pedregosos y arcillo-arenosos, con algunos depósitos auríferos. Son numerosas las lagunas y turberas, aunque son muy escasas las activas, estando la mayoría cubiertas por depósitos eólicos actuales con estepas herbáceas.
Discurre por una región llana o algo ondulada, seccionada por valles y cañadones, con suelos mayormente molisoles. 
Antes de desembocar, cordones litorales de grava formados por efecto de la deriva costanera, le han impedido hacerlo derechamente, provocando que desde el holoceno su boca haya migrado unos 35 km hacia el sur, siendo un caso único en la Argentina. Es por esta razón que en ese tramo el río debe correr de forma paralela a la línea costera marítima, hasta que finalmente se topa con las lomas que coronan el cabo Domingo, con alturas de 90 m s. n. m. y longitudes de 200 m, lo que ha permitido que vuelque sus aguas al mar por una brecha que se mantiene siempre abierta entre el extremo del cordón litoral y el cabo. La zona de su boca es un mallín halófito de tierra blanda, gris y gredosa, junto a grava y arena gruesa, creando una zona de difusa transición entre tierra firme, zona inundable y playa de marea. Esta porción está sometida a un régimen macromareal, además de estar expuesta a ondas de alta energía.
En el tramo final de este río, las fluctuaciones holocénicas del nivel marino permitieron la construcción de una planicie de cordones de playa, la cual reviste interés por su contenido en minerales pesados.

## Historia
El nombre alude a su tamaño con respecto al río Grande, el cual posee su cuenca inmediatamente al sur de la del río Chico, indicando que este último es más pequeño que aquel, el cual es el más largo e importante de todo el archipiélago fueguino.  
Se ha registrado en sitios arqueológicos de la cuenca del río Chico evidencia de ocupación humana durante el holoceno medio.
Al llegar los primeros exploradores europeos, esta zona de la isla estaba habitada por amerindios de la etnia selknam, que basaba su economía en la captura de guanacos australes. Dicho grupo humano fue exterminado a principios del siglo XX.
Por su valor arqueológico y paleontológico, el 31 de mayo de 1969 el Ministerio de Educación de Chile declaró como Monumento Histórico al valle del río Chico, desde el lugar denominado La Portada hasta la frontera con Argentina, incluyendo los abrigos y cavernas existentes.
Julio Popper, un aventurero rumano que exploró la costa atlántica de la isla, nombró el actual río Grande como río Juárez Celman (en honor a Juárez Celman, presidente de Argentina entre 1886 y 1890) y al actual río Chico como río Carmen Sylva (en honor a Isabel de Wied, reina de Rumania, que utilizaba el seudónimo Carmen Sylva para sus obras literarias). Posteriormente, Ramón Lista y Marzano solicitó renombrarlos en río Los Toldos y río Pellegrini respectivamente. En algunos mapas de las postrimerías del siglo XIX el río Grande aparece como río Popper. 

## Población, economía y ecología
La extensa cuenca de este río alberga tierras con aptitud productiva desde el punto de vista pecuario (ganadería extensiva de ovinos).

#### Clima
El clima es de tipo templado-frío, más riguroso en su tramo superior y central, y levemente más ameno en su porción inferior, con una temperatura media anual de 5,6 °C, con una media de 11 °C para el mes más cálido (enero), y de -1 °C para el más frío (julio). Fuertes vientos de los cuadrantes oeste y sudoeste «barren» el área, especialmente durante la primavera austral. Las precipitaciones anuales rondan los 350 mm.  

#### Flora y fauna
Fitogeográficamente se encuentra en la región de las estepas magallánicas del sector norte de la isla Grande, pertenecientes al distrito fitogeográfico patagónico fueguino de la provincia fitogeográfica patagónica.
La flora de su cuenca corresponde a la estepa fueguina, caracterizada por la ausencia de árboles y la presencia de pastizales graminosos dominados por el coirón; también se observa murtilla, y mata negra. 
Ecorregionalmente pertenece a la ecorregión terrestre pastizales patagónicos, mientras que sus aguas se incluyen en la ecorregión de agua dulce Patagonia.
Son muy comunes las tropas de guanacos australes. Entre las especies amenazadas de extinción que habitan en la cuenca destaca el cauquén cabeza colorada.
En la zona de su desembocadura se encuentran algunos arbustos de mata verde, con manchones de salicornia, pastizales y numerosos bajos con suelos descubiertos e inundables.
Su desembocadura es parte de la reserva Costa Atlántica de Tierra del Fuego, que constituye un sitio de la red hemisférica de reservas para aves playeras con categoría «hemisférico»; asimismo en 1995 fue incorporada a la lista de humedales de importancia internacional de la Convención Ramsar. La extensión de las planicies de marea es clave para la alimentación de las aves migratorias hemisféricas; las mismas son producidas por la notable amplitud de las mareas, las cuales penetran en el tramo final de este río, generando un estuario de alta biodiversidad. La reserva alberga el 43 % de la población mundial de la becasa de mar, junto con importantes poblaciones del chorlo rojizo.

### Turismo
Su curso es un destino turístico para la pesca de salmónidos con «mosca».